# Милфорд (Њу Хемпшир)
Милфорд (енгл. Milford) насељено је место без административног статуса у америчкој савезној држави Њу Хемпшир.

## Демографија
По попису из 2010. године број становника је 8.835, што је 542 (6,5%) становника више него 2000. године.
| Група             | 2000.         | 2010.         |
| Белци             | 7.938 (95,7%) | 8.204 (92,9%) |
| Афроамериканци    | 82 (1,0%)     | 121 (1,4%)    |
| Азијати           | 84 (1,0%)     | 122 (1,4%)    |
| Хиспаноамериканци | 88 (1,1%)     | 217 (2,5%)    |
| Укупно            | 8.293         | 8.835         |